# Tub U oscilant

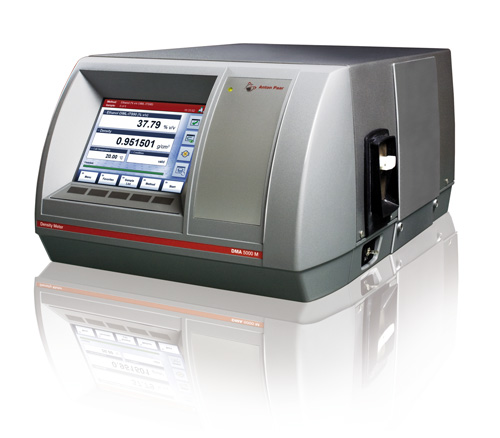
Digital density meter with oscillating U-tube installed

Tubul U oscilant e un aparat folosit pentru determinarea densității lichidelor prin măsurarea electronică a frecvenței de oscilație a unui tub U în care se introduce un eșantion (o probă) din respectivul lichid. Din frecvența rezultată se deduce prin calcul densitatea lichidului. Se bazează pe efectul Coriolis.

## Principiu constructiv
Tubul U de sticlă are proprietăți oscilante, influențabile prin densitatea probei de lichid a cărui densitate trebuie determinată și care umple tubul. Tubul este stimulat electric spre oscilare la frecvențe joase, oscilare influențată de densitatea probei, și oscilația rezultată este măsurată electronic, după care tot prin calcul electronic este  determinată densitatea lichidului, care este afișată. 
Densitatea funcție de perioada oscilației e conform formulei:
{\displaystyle \rho =A\cdot \tau ^{2}-B}